# جادوگر جوان
جادوگر جوان (فرانسوی: Le jeune magicien‎) یک فیلم درام کودکانهٔ کانادایی-لهستانی است که در سال ۱۹۸۷ منتشر شد. اگرچه این فیلم در لهستان با حضور بازیگران لهستانی فیلمبرداری شد و سپس برای پخش در کانادا به زبان‌های انگلیسی و فرانسوی دوبله شد، اما در آن فضای کانادا به تصویر کشیده شده است. این فیلم در کانادا نامزد دریافت ۳ جایزه جینی بود و در لهستان برندهٔ دو جایزهٔ «بهترین کارگردانی» و «بهترین طراحی صحنه» در جشنواره فیلم گدنیا شد.

## گزیدهٔ بازیگران
- داریا ترافانکوفسکا
- ماریوش بنوآ
- ووادیسواف کووالسکی
- یان ماخولسکی
- دانوتا کووالسکا
- گراژینا شاپوووفسکا
- آندژی شچپکوفسکی
- آندژی بلومنفلد
- زبیگنیف سوشنسکی
- بوگوسواوا پاولتس
- پیوتر پولک
- میخاو شفچیک